# Marvin Gadeau
Pour les articles homonymes, voir Gadeau.
Marvin Gadeau est un judoka monégasque né le 6 septembre 2000 à Monaco. Il combat dans la catégorie des plus de 100 kg (lourds).

## Carrière sportive
À ses débuts dans les compétitions organisés par la Fédération internationale de judo lorsqu'il était cadet, Marvin représente la Côte d'Ivoire lors des Championnats d'Afrique Cadets à Casablanca au Maroc où il termine troisième. 
Il représente Monaco depuis les Jeux méditerranéens de 2018 à Tarragone où il termine neuvième.
Il a participé et représenté la Principauté de Monaco aux Jeux Olympiques de Paris 2024.

## Palmarès
Compétition nationales :
- 3e des championnats de France juniors 2020

Compétitions internationales :
- 3e des championnats d'Afrique cadets à Casablanca en 2016
- 3e de l'European Cup Cadets de Coimbra en 2017
- 3e de la Supercoupe d'Espagne des moins de 21 ans 2018[2].
- 3e de l'European Cup juniors de Coimbra en 2019